# Crabtree, Pennsylvania
Crabtree är en ort i Westmoreland County i delstaten Pennsylvania, USA.